# Amerikaanse auto in 1936
Dit artikel geeft een overzicht van alle Amerikaanse personenwagens geproduceerd in 1936 door een significante autoconstructeur. De auto's staan alfabetisch gerangschikt per merk. Hier staan enkel Amerikaanse merken, ongeacht of ze eigendom zijn van een niet-Amerikaans concern. Ook gaat het om constructeurs die algemeen bekend zijn met auto's die algemeen voor het publiek verkrijgbaar zijn. 
| Auburn |                  | concern:                | Cord Verenigde Staten |
| Auburn | divisie:         |                         |                       |
| Auburn | merk:            | Auburn Verenigde Staten |                       |
| Auburn | model:           | 852                     |                       |
| Auburn | einde productie: | 1936                    |                       |
| Auburn | productieaantal: | ?                       |                       |

| Buick |                  | concern:               | General Motors Verenigde Staten |
| Buick | divisie:         |                        |                                 |
| Buick | merk:            | Buick Verenigde Staten |                                 |
| Buick | model:           | Series 40 /60/80/90    |                                 |
| Buick | einde productie: | 1936                   |                                 |
| Buick | productieaantal: | 157.600                |                                 |

| Cadillac |                  | concern:                  | General Motors Verenigde Staten |
| Cadillac | divisie:         |                           |                                 |
| Cadillac | merk:            | Cadillac Verenigde Staten |                                 |
| Cadillac | model:           | Series 90 V-16            |                                 |
| Cadillac | einde productie: | 1937                      |                                 |
| Cadillac | productieaantal: | 102                       |                                 |

| Cadillac |                  | concern:                  | General Motors Verenigde Staten |
| Cadillac | divisie:         |                           |                                 |
| Cadillac | merk:            | Cadillac Verenigde Staten |                                 |
| Cadillac | model:           | Series 60 /50/70/75/80/85 |                                 |
| Cadillac | einde productie: | 1938                      |                                 |
| Cadillac | productieaantal: | ?                         |                                 |

| Chevrolet |                  | concern:                   | General Motors Verenigde Staten |
| Chevrolet | divisie:         |                            |                                 |
| Chevrolet | merk:            | Chevrolet Verenigde Staten |                                 |
| Chevrolet | model:           | Suburban                   |                                 |
| Chevrolet | einde productie: | 1940                       |                                 |
| Chevrolet | productieaantal: | ?                          |                                 |

| Lincoln |                  | concern:                 | Ford Motor Company Verenigde Staten |
| Lincoln | divisie:         |                          |                                     |
| Lincoln | merk:            | Lincoln Verenigde Staten |                                     |
| Lincoln | model:           | Zephyr 901-HB            |                                     |
| Lincoln | einde productie: | 1942                     |                                     |
| Lincoln | productieaantal: | ?                        |                                     |

| Packard |                  | concern:                                   | Onafhankelijk |
| Packard | divisie:         |                                            |               |
| Packard | merk:            | Packard Verenigde Staten                   |               |
| Packard | model:           | 12 1407/1408/1506-1508/1607/1608/1707/1708 |               |
| Packard | einde productie: | 1939                                       |               |
| Packard | productieaantal: | ?                                          |               |

| Plymouth |                  | concern:                  | Chrysler Verenigde Staten |
| Plymouth | divisie:         |                           |                           |
| Plymouth | merk:            | Plymouth Verenigde Staten |                           |
| Plymouth | model:           | P1 /P2                    |                           |
| Plymouth | einde productie: | 1936                      |                           |
| Plymouth | productieaantal: | ?                         |                           |